# Sploščenost
Sploščenost (tudi koeficient ekscesa ali koeficient sploščenosti) je v teoriji verjetnosti in statistiki vrednost, ki meri  koničastost  (ostrost vrha) verjetnostne porazdelitve realne slučajne spremenljivke. Označimo jo z {\displaystyle \mathbf {\gamma _{2}} }. Na splošno pomeni večja sploščenost tudi, da je večji del variance posledica izjemnih vrednosti.

## Definicija
Sploščenost je definirana kot razmerje med četrto kumulanto in kvadratom druge kumulante
{\displaystyle \gamma _{2}={\frac {\kappa _{4}}{\kappa _{2}^{2}}}={\frac {\mu _{4}}{\sigma ^{4}}}-3,\!}
kjer je
- κ4 četrta kumulanta
- κ2 druga kumulanta
- µ4 četrti centralni moment
- σ standadni odklon (varianca je kvadrat standardnega odklona)

Na koncu je odšteta vrednost 3. To je zaradi tega, da je sploščenost normalne porazdelitve enaka 0. Takšno vrednost včasih imenujemo tudi ekscesna sploščenost.
Četrti centralni moment je določen z
{\displaystyle {\frac {\mu _{4}}{\sigma ^{4}}},\!}
kjer je 
- µ4 četrti centralni moment
- σ je standardni odklon

Za vzorec n vrednosti izračunamo sploščenost vzorca na naslednji način:
{\displaystyle \gamma _{2}={\frac {\kappa _{4}}{\kappa _{2}^{2}}}-3={\frac {{\tfrac {1}{n}}\sum _{i=1}^{n}(x_{i}-{\overline {x}})^{4}}{\left({\tfrac {1}{n}}\sum _{i=1}^{n}(x_{i}-{\overline {x}})^{2}\right)^{2}}}-3}
kjer je
- Napaka pri razčlembi (SVG (MathML lahko omogočite z vtičnikom brskalnika): Neveljavni odziv (»Math extension cannot connect to Restbase.«) strežnika »http://localhost:6011/sl.wikipedia.org/v1/«:): {\displaystyle \mathbf{\overline {x}}}
 srednja vrednost vzorca
- xi pa so posamezne vrednosti iz vzorca

## Značilnosti
- Sploščenost lahko zavzame samo naslednje vrednosti

Napaka pri razčlembi (SVG (MathML lahko omogočite z vtičnikom brskalnika): Neveljavni odziv (»Math extension cannot connect to Restbase.«) strežnika »http://localhost:6011/sl.wikipedia.org/v1/«:): {\displaystyle \gamma_2 \in [-2,\infty)}
.
- Naj bodo {\displaystyle X_{1},\ldots ,X_{n}} neodvisne slučajne spremenljivke, ki imajo enake standardne odklone. Če velja {\displaystyle Y=\sum \limits _{i=1}^{n}X_{i}}, potem velja tudi

Napaka pri razčlembi (SVG (MathML lahko omogočite z vtičnikom brskalnika): Neveljavni odziv (»Math extension cannot connect to Restbase.«) strežnika »http://localhost:6011/sl.wikipedia.org/v1/«:): {\displaystyle \gamma_{2,Y} = \frac{1}{n^2}\sum\limits_{i=1}^n \gamma_{2,X_i}}
,
kjer so
- {\displaystyle \gamma _{2,Y},\gamma _{2,X_{i}},\;i=1,\ldots ,n} koeficienti sploščenosti pripadajočih vrednosti.

Sploščenost vedno primerjamo s sploščenostjo normalne porazdelitve, ki ima vrednost 0. Če je sploščenost različna od nič, potem se porazdelitev bistveno razlikuje od normalne porazdelitve. Kadar je pozitivna, je porazdelitev bolj ostra, kadar pa je negativna pa je manj ostra.
Visoka vrednost sploščenosti pomeni, da ima porazdelitev ostrejši vrh in daljši rep. 
Porazdelitve z ničelno ekscesno sploščenostjo, imenujemo tudi mezokurtična (mezokurtotična) porazdelitev (primer binomska porazdelitev).
Kadar ima porazdelitev pozitivno ekscesno sploščenost, pravimo, da je porazdelitev leptokurtična (leptokurtotična) (tudi nad Gaussova – super Gaussova) (primer Laplaceova porazdelitev).
Porazdelitve z negativno ekscesno sploščenostjo pa imenujemo platikurtične (platikurtotična) (tudi pod Gaussove – sub Gaussova) (primer zvezna enakomerna porazdelitev in Bernoullijeva porazdelitev, ki ima p=1/2)